# Sherlock Holmes
|  | Per a altres significats, vegeu «Sherlock Holmes (desambiguació)». |

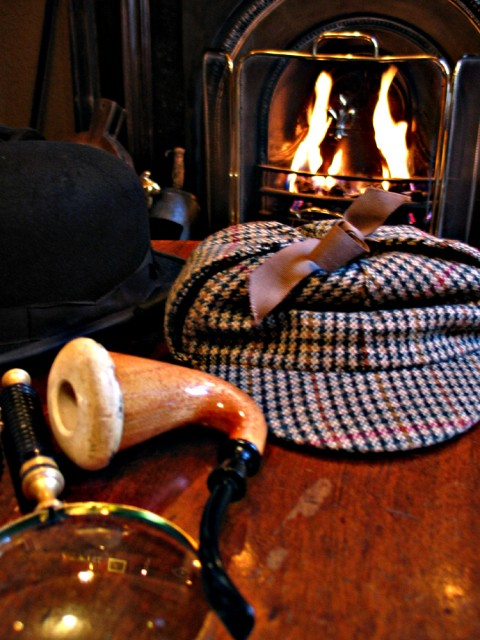
Ornamentació típica de Sherlock Holmes

Sherlock Holmes és un personatge de ficció, protagonista d'una sèrie de quatre novel·les i 56 relats de ficció publicats la major part a The Strand Magazine. Va ser creat el 1887 per l'escocès Sir Arthur Conan Doyle, fent la primera aparició a la novel·la Estudi en escarlata.
Sherlock Holmes és el prototip d'investigador cerebral per excel·lència i va influir en gran manera en la ficció detectivesca posterior a la seva aparició. Encara que podem considerar C. Auguste Dupin, creat per Edgar Allan Poe, com un personatge predecessor molt similar, la genialitat excèntrica d'aquest no va arribar a l'enorme popularitat que adquiriria anys després Sherlock Holmes a tot el món. La majoria de les històries del detectiu són narrades pel seu col·lega Watson; no obstant això, els relats de dos dels seus últims casos (The Adventure of the Blanched Soldier, en català El soldat pàl·lid, i The Adventure of the Lion's Ragi, en català La cabellera de lleó) es deuen directament a la mateixa ploma de Holmes.

## Descripció
Sherlock Holmes és un detectiu privat alt, prim, de nas ganxut, irònic, enginyós i intel·lectualment inquiet. A voltes resulta una mica brusc, però és cortès amb les dones malgrat que en desconfia. No és gaire ordenat en la rutina quotidiana, fuma en pipa, toca el violí amb mestratge (sovint a hores poc adequades) i, quan s'avorreix per falta dels reptes intel·lectuals que suposen els seus casos, consumeix cocaïna, fet que preocupa el seu company, amic i cronista Watson, amb qui viu fins a final del segle xix en el número 221 bis de Baker Street, a Londres. No obstant això, la seva característica més notòria és la utilització del raonament pur per a resoldre els casos més intrigants i poder arribar a les conclusions més sorprenents a partir dels detalls aparentment trivials gràcies al seu extraordinari poder de concentració i als seus amplis coneixements tant científics com de les més variades disciplines. Sovint col·labora amb la policia d'un Scotland Yard fictici, especialment amb l'Inspector Lestrade. Doyle va basar el mètode deductiu del seu personatge en la conducta d'un dels seus professors de l'Edinburgh Infirmary, on va estudiar Medicina: Joseph Bell.
A Estudi en Escarlata, el doctor Watson, que fa poc que viu amb Holmes, fa aquesta descripció sobre els coneixements del detectiu:
- Literatura: zero (però a El signe dels quatre en parla amb coneixement, i fins i tot cita Goethe, La Rochefoucauld i Jean-Paul).
- Filosofia: zero.
- Astronomia: zero.
- Política: lleugers.
- Botànica: desiguals. Al corrent sobre la belladona, l'opi i verins en general. Ignora tot referent al cultiu pràctic.
- Geologia: coneixements pràctics però limitats. Distingeix d'un cop d'ull la classe de terres. Després dels seus passeigs m'ha mostrat les esquitxades dels seus pantalons, indicant-me, pel color i la consistència, la part de Londres on li havien saltat.
- Química: exactes, però no sistemàtics.
- Anatomia: profunds.
- Literatura sensacionalista: immensos. Sembla que coneix amb detall tots els crims comesos en un segle.
- Toca el violí.
- Expert boxejador i esgrimidor de pal i espasa.
- Coneixements pràctics de les lleis d'Anglaterra.

De tota manera, Watson va llençar la llista al foc, considerant que no sabia trobar quina professió li permetia conèixer i coordinar tots aquests coneixements.

## Biografia
D'acord amb els textos de Doyle, Sherlock Holmes va néixer a Yorkshire al 1854 de pare anglès i de mare descendent d'una nissaga de pintors francesos. Té un germà, Mycroft, que gràcies a les portentoses facultats per gestionar ingents quantitats d'informació que posseeix, treballa gairebé anònimament com a coordinador general i informador intern dels assumptes del govern britànic. De fet, segons Sherlock, Mycroft és el govern. També té una germana petita, Enola Holmes.
Sherlock Holmes sembla haver estat un esteta a la universitat, probablement la d'Oxford però sens dubte no a la de Cambridge. Després de la seva graduació s'allotja prop del Museu britànic per poder estudiar les ciències necessàries per al desenvolupament de la seva carrera posterior. Coneix Watson el 1881 a l'Hospital Saint Bartholomew. Refusa un títol de sir però accepta la Legió d'Honor.
El seu gran enemic, també d'extraordinàries facultats intel·lectuals, és el professor James Moriarty, que va arribar a posar fi aparentment a la vida de l'eminent detectiu al salt d'aigua de Reichenbach (The Adventure of the Final Problem). Doyle va haver d'optar per ressuscitar el seu heroi quan milers de lectors van protestar duent crespons negres al barret en senyal de dol.
Després d'una carrera de vint-i-tres anys dels quals Watson en va compartir 17 amb ell, Holmes es va retirar a Sussex, on es va dedicar a l'apicultura i va arribar a escriure un llibre referent a això titulat Manual d'apicultura, amb algunes observacions sobre la separació de la reina, considerat l'última paraula sobre el tema. De totes maneres, posteriorment a la seva jubilació com a detectiu va dedicar dos anys a preparar a consciència una important acció de contraespionatge poc abans de l'inici de la Primera Guerra Mundial. No consta res més sobre ell a partir del 1914.

## El canon holmesià
El cànon holmesià és el conjunt de llibres escrits per Sir Arthur Conan Doyle, que componen la bibliografia de Sherlock Holmes. S'utilitza el terme cànon per a distingir-los de la resta de relats escrits posteriorment per altres autors, basats en els personatges creats per Arthur Conan Doyle. El cànon es compon de les 4 novel·les (Estudi en escarlata (A Study in Scarlet, 1887), El signe dels quatre (The Sign of the Four, 1890), El gos dels Baskerville (The Hound of th Baskervilles, publicada per entregues entre agost de 1901 i abril de 1902, en The Strand Magazine) i La vall del terror (The Valley of Fear, publicat per entregues entre setembre de 1914 i maig de 1915, en The Strand Magazine) i els 56 relats escrits per Arthur Conan Doyle en les quals apareix Sherlock Holmes i agrupats en Les aventures de Sherlock Holmes (The Adventures of Sherlock Holmes, publicada per entregues entre juliol de 1891 i juny de 1892, en The Strand Magazine), Les memòries de Sherlock Holmes (The memoirs of Sherlock Holmes, publicada per entregues entre desembre de 1892 i desembre de 1893, en The Strand Magazine), El retorn de Sherlock Holmes (The Return of Sherlock Holmes, publicada per entregues entre 1903 i 1904, en The Strand Magazine), El darrer cop d'arquet (His Last Bow, publicada per entregues entre 1908 i 1913) i L'arxiu de Sherlock Holmes (The Case-Book of Sherlock Holmes, publicada per entregues entre 1921 i 1927).

## Sherlock Holmes com a icona popular

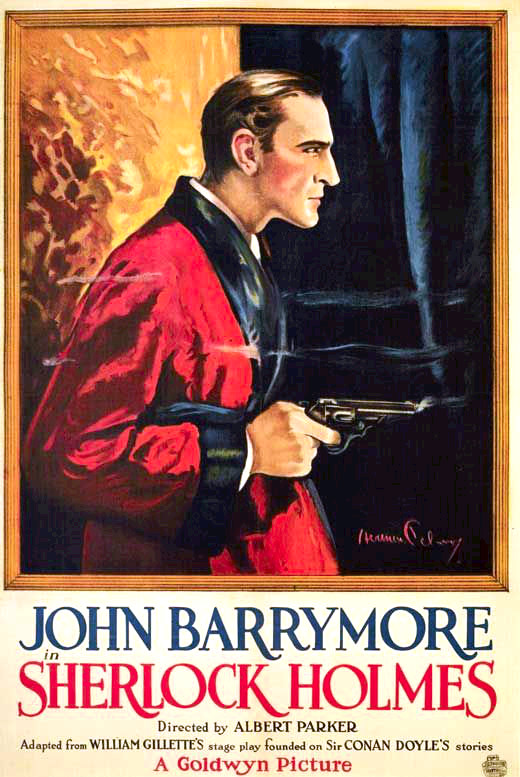
Poster de la pel·lícula "Sherlock Holmes" de 1922

La primera aparició del personatge va ser en la novel·la curta Estudi en escarlata de 1887, seguida de El signe dels quatre en 1890, però no fou fins a la publicació dels relats curts a The Strand Magazine que es va convertir en una icona popular. Sherlock Holmes ha estat dut moltes vegades al cinema i al teatre i també apareix a novel·les, relats, còmics, dibuixos animats i sèries de televisió, amb els més diversos graus de fidelitat a l'esperit del personatge que és ja tota una icona de la cultura popular, sent el personatge de ficció més interpretat de la literatura. des que en 1893, Charles Brookfield va interpretar-lo en la paròdia musical Under the clock escrita per Seymour Hicks al Royal Court Theatre.
Després de Conan Doyle, nombrosos autors han fet noves històries, que es poden classificar en noves històries de Sherlock Holmes seguint el motlle convencional, Històries amb Holmes en escenaris d'interès contemporani (com la Segona Guerra Mundial o el futur), històries encreuades en què Holmes s'enfronta a altres personatges de ficció (per exemple, vampirs), i exploracions d'aspectes inusuals del personatge de Holmes que s'insinuen a les obres de Conan Doyle (per exemple, el consum de drogues).
Entre les interpretacions més destacades es troben les protagonitzades entre 1939 i 1946 per Basil Rathbone amb el barret de cérvol, la interpretació fidel de Jeremy Brett a Sherlock Holmes, la superproducció Sherlock Holmes amb Robert Downey Jr. i el gir modern de Sherlock amb Benedict Cumberbatch. Altres obres no canòniques serien El germà més llest de Sherlock Holmes de Gene Wilder, Bàsil, el ratolí detectiu de Disney i Enola Holmes de Netflix, amb la germana adolescent de Sherlock interpretada per Millie Bobby Brown.

### Pel·lícules
El personatge és el protagonista en desenes d'adaptacions cinematogràfiques, sent de les primeres la sèrie de cinema mut de la Société Française des Films de l’Éclair dirigides i protagonitzades per Georges Tréville en la dècada de 1910 i Der Hund von Baskerville de Rudolf Meinert de 1914.

### Sèries de televisió

#### Sèrie de ITV
Sherlock Holmes és el títol general donat a la sèrie d'adaptacions produïdes per la companyia de televisió britànica Granada Television entre 1984 i 1994. Les dues primeres sèries es van mostrar sota el títol The Adventures of Sherlock Holmes (Les aventures de Sherlock Holmes) i van ser seguides per sèries posteriors amb els títols d'altres col·leccions de contes de Sir Arthur Conan Doyle. Es van adaptar a la sèrie 43 de les 60 històries de Holmes escrites per Doyle en 36 episodis d'una hora i cinc llargmetratges. La sèrie va estar protagonitzada per Jeremy Brett com Holmes. Watson va ser interpretat per David Burke a la primera temporada i per Edward Hardwicke a partir de la segona temporada. Es considera que la sèrie presenta les adaptacions de pantalla més fidels de moltes de les històries de Holmes, encara que es van prendre llibertats amb algunes trames i personatges, sobretot als episodis de la dècada de 1990.

#### Sèrie de BBC
Sherlock és una una adaptació contemporània de les obres de Sir Arthur Conan Doyle, creada per Steven Moffat i Mark Gatiss, emesa entre 2010 i 2017 protagonitzada per i protagonitzada per Benedict Cumberbatch com al detectiu Sherlock Holmes i Martin Freeman com al doctor John Watson.

### Jocs
Els videojocs de Sherlock Holmes comencen amb una aventura conversacional que Melbourne House va editar per Commodore 64 i ZX Spectrum anomenada Sherlock en 1984, amb nombrosos jocs publicats per diferents desenvolupadors fins a arribar a principis de la dècada de 2000 quan Frogwares va llançar la moderna franquícia de videojocs Les aventures de Sherlock Holmes, amb més d'una dotzena de trencaclosques desconcertants amb trames i històries fictícies.

## Curiositats
- La cèlebre frase Elemental, estimat Watson (Elementary, my dear Watson) no apareix mai en els escrits de Doyle.[16]
- El barret de caçador de daines característic del detectiu mai no s'esmenta en l'obra de Doyle: és un afegit de l'il·lustrador de The Strand Magazine Sidney Paget per simbolitzar el vestit de camp que, a més, va utilitzar el seu germà Walter com a model per a representar l'aspecte de "Holmes".
- La pipa meerschaum pròpia de la iconografia de Sherlock Holmes no va aparèixer fins que va ser utilitzada en una dramatització de teatre d'un dels relats en la dècada del 1920.
- El personatge del Dr. Gregory House de la sèrie de TV House, MD està basat en el personatge de Sherlock Holmes, i els seus guions segueixen l'estructura dels relats d'aquest.
- Malgrat que consumeix cocaïna, els efectes que demostra són propis de l'heroïna.
- La primera pel·lícula sobre Holmes és una pel·lícula muda que dura 30 segons i té per títol Sherlock Holmes Baffled.
- L’any 1891, Arthur Conan Doyle va decidir acabar amb el seu personatge a El problema final, on Holmes es va enfrontar al seu pitjor enemic, Moriarty, causant la mort de tots dos. La resposta dels lectors va ser desconsolada: es van posar crespons negres en senyal de dol, 20.000 lectors van cancel·lar la seva subscripció a The Strand i fins i tot la família reial britànica va manifestar el seu descontent amb la decisió de matar al personatge. Tot i la forta reacció popular, Doyle no va ressuscitar el detectiu fins gairebé quinze anys més tard, amb el relat L'aventura de la casa deshabitada.[2]